# Red de energía hidráulica

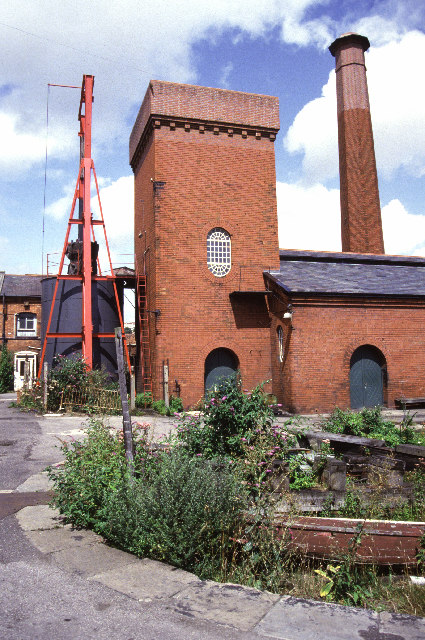
Estación de bombeo y acumulador hidráulico en Bristol Docks

Una red de energía hidráulica es un sistema de tuberías interconectadas que transportan agua a presión, que sirve para transmitir potencia mecánica desde una fuente de energía, como una bomba hidráulica, a equipos como elevadores o motores hidráulicos. El sistema es análogo a una red eléctrica que transmite potencia desde una central a los usuarios finales. 
Solo quedan unas pocas redes de transmisión de energía hidráulica todavía en uso, dado que la utilización de estas redes ha sido sustituida por el empleo de bombas eléctricas integradas en la maquinaría de los equipos hidráulicos modernos. A finales del siglo XIX, no eran infrecuentes las redes hidráulicas en las fábricas, con una máquina de vapor central o una turbina hidráulica impulsando una bomba y un sistema de tuberías de alta presión para transmitir energía a varias máquinas.
Joseph Bramah sugirió la idea de una red de energía hidráulica pública en una patente obtenida en 1812, y William Armstrong comenzó a instalar sistemas de este tipo en Inglaterra a partir de la década de 1840, utilizando agua a baja presión. En 1850 se produjo un gran avance con la introducción del acumulador hidráulico, que permitió disponer de presiones de trabajo mucho más altas. La primera red pública que abastecía a muchas empresas se construyó en Kingston upon Hull, Inglaterra. La "Hull Hydraulic Power Company" comenzó a operar en 1877, con Edward B. Ellington como su ingeniero jefe. Ellington estuvo involucrado en la mayoría de las redes británicas y en algunas de otros países. Se construyeron redes públicas en Gran Bretaña, en ciudades como Londres, Liverpool, Birmingham, Mánchester y Glasgow. Había redes similares en Amberes, Melbourne, Sídney, Buenos Aires y Ginebra. Todas las redes públicas habían dejado de funcionar a mediados de la década de 1970, pero el puerto de Bristol todavía tiene un sistema en funcionamiento con un acumulador situado fuera de la sala de bombas principal, lo que permite visualizar su funcionamiento fácilmente.

## Historia
Joseph Bramah, un inventor y cerrajero que vivía en Londres, registró una patente el 29 de abril de 1812, que se refería principalmente a la provisión de una red pública de suministro de agua, pero que incluía un concepto secundario para la provisión de una red de agua de alta presión, lo que permitiría a los talleres operar maquinaria. El agua a alta presión se aplicaría "a una variedad de otros fines útiles, a los que nunca se había aplicado la misma". Los componentes más importantes del sistema eran un anillo principal de tuberías, en el que varias estaciones de bombeo impulsarían el agua, y la presión sería regulada por varios depósitos elevados o por grandes pistones cargados con peso. Válvulas de alivio de presión protegerían el sistema, que podría suministrar agua a "una gran pluralidad de atmósferas" de presión. De hecho, así fue como funcionaron los sistemas de energía hidráulica posteriores.
En Newcastle upon Tyne, un abogado llamado William Armstrong, que había estado experimentando con máquinas hidráulicas, trabajaba para una firma de abogados que fueron designados para actuar en nombre de la "Compañía de Agua Whittle Dene", establecida para suministrar agua potable a Newcastle. Armstrong fue nombrado secretario en la primera reunión de accionistas, y poco después escribió al Ayuntamiento de Newcastle, sugiriendo que las grúas del puerto deberían adaptarse para utilizar energía hidráulica. Se le exigió que realizara el trabajo a su propio costo, pero que sería recompensado si la conversión fuera un éxito. Lo fue, y creó la "Compañía de Cranage de Newcastle", que recibió un pedido para la conversión de las otras cuatro grúas. Durante estos trabajos, recibió la visita del ingeniero del Puerto de Liverpool, que quedó impresionado por una demostración de la versatilidad de la grúa manejada por el operario John Thorburn, conocido localmente como el "Gato hidráulico".
Mientras que el sistema de Newcastle funcionaba con agua del suministro público, la grúa instalada por Armstrong en Burntisland no disponía de esta posibilidad, por lo que se construyó una torre de 55 m de altura con un depósito de agua en la parte superior, que era llenado por una máquina de vapor de 6 CV. En Elswick, Glasgow, los costes por el uso del agua persuadieron a la corporación local de que el uso de una grúa a vapor sería más barato. El concepto de "pistones cargados" se introdujo en 1850, cuando se instaló el primer acumulador hidráulico como parte de la alimentación de un conjunto de grúas para el ferrocarril Manchester, Sheffield and Lincolnshire Railway. Al año siguiente se instaló un sistema de alimentación hidráulico para grúas en la Estación de Paddington, que incluía un acumulador con un pistón de 240 mm de diámetro y una carrera de 4,5 m, lo que permitió lograr presiones de 4,137 megapascales. En comparación con los 5,516 megapascales del esquema de Newcastle, esta bajada de la presión redujo significativamente los volúmenes de agua consumidos.
Las grúas no fueron la única aplicación, y el funcionamiento hidráulico de las compuertas del muelle en el puerto de Swansea redujo el tiempo de operación de quince a dos minutos, y el número de hombres necesarios para operarlas de doce a cuatro. Cada uno de estos sistemas se diseñó para un solo cliente, y en general, la aplicación de energía hidráulica caso a caso requería diseñar un nuevo sistema entero cada vez.

### Suministro público de energía hidráulica en el Reino Unido

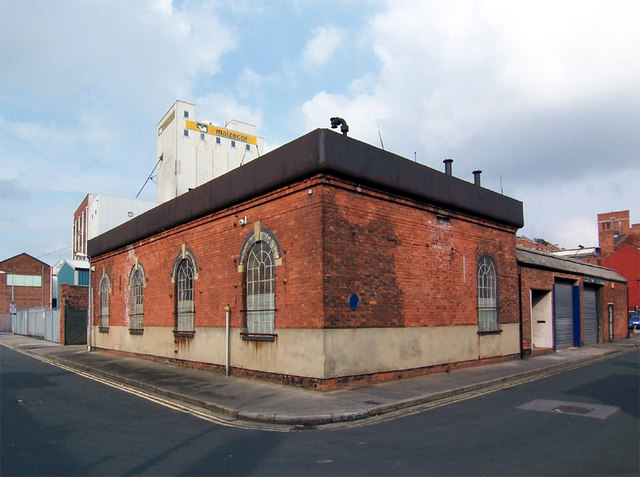
Estación de bombeo de Machell Street, ciudad de Hull, con un depósito de agua sobre el tejado

#### Kingston upon Hull
La primera instalación práctica que suministró energía hidráulica al público se construyó en Kingston upon Hull, en Inglaterra. La "Hull Hydraulic Power Company" comenzó a operar en 1876. Disponía de 4 km de tuberías, que tenían un diámetro de hasta 144 mm, y recorrían la orilla oeste del Río Hull desde el puente de Sculcoates hasta su unión con el Humber. La estación de bombeo estaba cerca del extremo norte de la tubería, en Machell Street, cerca del puente de base de Scott Street (en desuso), que funcionaba hidráulicamente. Había un acumulador en Machell Street, y otro mucho más cerca del Humber, en la esquina de Grimsby Lane. Se tomaron disposiciones especiales cuando la tubería de presión principal pasaba por debajo de la entrada a Queens Dock. Hacia 1895, las bombas instaladas (que totalizaban una potencia de 250 caballos (186,4 kW)) bombeaban una cantidad de 2273 m3 de agua al sistema cada semana, y contaba con 58 máquinas conectadas a la red. La presión de trabajo era de 4,8 megapascales, y el agua a presión se usaba para operar grúas, compuertas de los muelles y otras máquinas relacionadas con el servicio a buques y la construcción naval. El sistema de Hull duró hasta la década de 1940, cuando el bombardeo sistemático de la ciudad durante la Segunda Guerra Mundial llevó a la destrucción de gran parte de la infraestructura, y la compañía se cerró en 1947, cuando Sir F.J. Haswell, que había sido gerente e ingeniero de la compañía desde 1904, se retiró.
El responsable del sistema de Hull era Edward B. Ellington, que desde su incorporación en 1869 había llegado a ser el director general de la "Hydraulic Engineering Company", con sede en Chester. En su momento, la nueva instalación parecía "un salto en la oscuridad ", según escribió RH Tweddell en 1895. A pesar del poco entusiasmo suscitado por su plan, Ellington siguió adelante y lo utilizó como banco de pruebas para los aspectos tanto mecánicos como comerciales de la idea. Finalmente, le sirvió como experiencia para intervenir con más o menos responsabilidad en la mayoría de las redes de energía hidráulica de Gran Bretaña. El éxito de tales sistemas hizo que se instalaran en lugares tan lejanos como Amberes en Bélgica, Melbourne y Sídney en Australia, y Buenos Aires en Argentina.
También se instalaron redes hidráulicas independientes en el puerto de Hull: tanto el muelle de Alberto (1869) como el muelle de Alejandra (1885) instalaron estaciones generadoras hidráulicas y acumuladores.

#### Londres
La red hidráulica pública más conocida fue la red de la Compañía de Energía Hidráulica de Londres, extendida por toda la ciudad. Se fundó en 1882, como la "Compañía General de Energía Hidráulica", con Ellington como ingeniero consultor. 
Hacia 1883, otra empresa, la "Wharves and Warehouses Steam Power and Hydraulic Pressure Company", había comenzado a operar, con 7 millas (11,3 km) de redes de presión a ambos lados del río Támesis, que alimentaban grúas, portones y otras máquinas pesadas. Bajo los términos de una Ley del Parlamento aprobada en 1884, las dos empresas se fusionaron para convertirse en la "London Hydraulic Power Company". Inicialmente suministraba 1,5 millones de m³ de agua a alta presión anuales, que aumentaron a 7,5 millones en 1927, cuando la compañía estaba alimentando alrededor de 8000 máquinas. Se mantuvieron 184 millas (296,1 km) de la red de suministro a 4,8 megapascales, que cubría un área que llegaba a Pentonville en el norte, Limehouse en el este, Nine Elms y Bermondsey en el sur y Earls Court y Notting Hill en el oeste.
 

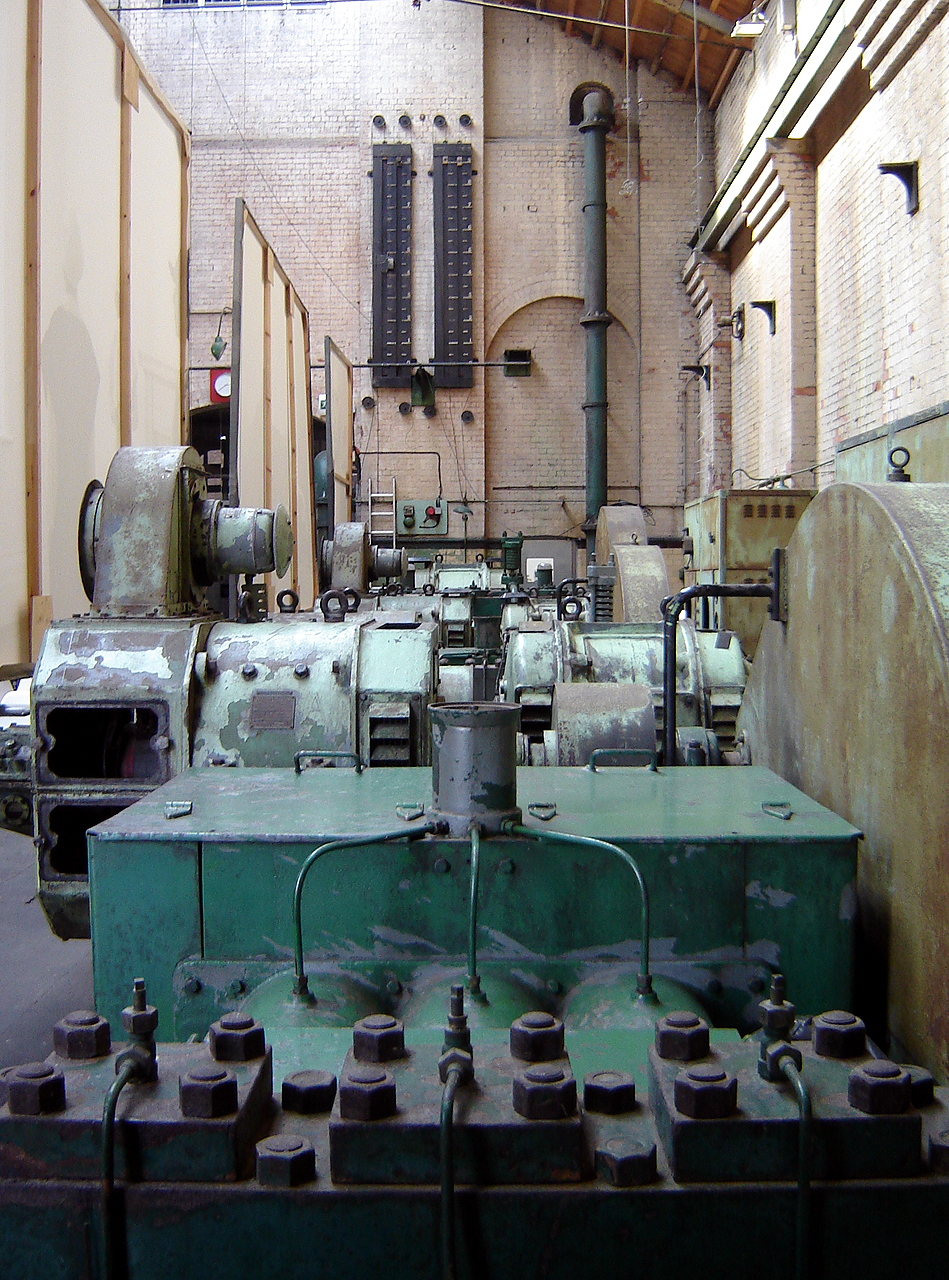
Equipo de bombeo conservado en la central de Wapping, que fue propiedad de la Compañía de Energía Hidráulica de Londres

Cinco estaciones de bombeo mantenían la presión de la red, asistidas por acumuladores. La estación original estaba en Falcon Wharf, Bankside, pero fue reemplazada por cuatro estaciones en Wapping, Rotherhithe, Grosvenor Road en Pimlico y City Road en Clerkenwell. Una quinta estación en East India Docks fue operada originalmente por la Autoridad del Puerto de Londres, pero finalmente se conectó al sistema general. Las estaciones utilizaron motores de vapor hasta 1953, cuando la estación de Grosvenor Road se adaptó para usar motores eléctricos, y tras el éxito de este proyecto, las otras cuatro también se transformaron. Los motores eléctricos permitían el uso de acumuladores mucho más pequeños, ya que a partir de entonces era posible controlar instantáneamente la presión y el flujo, en lugar de almacenar energía. Mientras que la red suministraba energía para elevadores, grúas y portones, también servía para hacer girar el escenario del cabaret en el Hotel Savoy, y el suelo central de tres secciones de 720 toneladas en el Centro de Exhibiciones Earls Court, que desde 1937 se podía hacer subir o bajar para transformar la piscina en una sala de exposiciones. El sistema de Londres se contrajo durante la Segunda Guerra Mundial, debido a la destrucción tanto de la maquinaria como de los locales de los clientes. Tras las hostilidades, se reconstruyeron grandes áreas de Londres, pero la recuperación de la red de presión resultaba mucho más difícil y cara que la provisión de suministro eléctrico, por lo que hacia 1954 el número de máquinas había disminuido a 4286. La compañía se liquidó en 1977.

#### Liverpool
La red de Liverpool comenzó a funcionar en 1888, gestionada por una filial rama la "General Hydraulic Power Company" con sede en Londres, y fue autorizada por las leyes del Parlamento aprobadas en 1884 y 1887. Hacia 1890 se habían instalado unos 16 millas (25,7 km) de red y una estación de bombeo en la calle Athol, junto a la orilla del Canal de Leeds y Liverpool. Aunque originalmente se extraía el agua del canal, en 1890 se empezó a utilizar agua más limpia suministrada por la Corporación de Liverpool, lo que eliminaba la necesidad de una planta de filtración. Por aquel entonces se usaban dos bombas y se estaba instalando una tercera. La presión era mantenida por dos acumuladores, cada uno con un pistón de 18 pulgadas (457,2 mm) de diámetro y con una carrera de 20 pies (6,1 m). La revista The Practical Engineer informaba que la presión de trabajo era de 0,5 megapascales, pero es poco probable que esto sea correcto en comparación con otros sistemas. Una segunda estación de bombeo en Grafton Street se inauguró en 1909. El sistema dejó de funcionar en 1971.

#### Birmingham
Birmingham inició su sistema en 1891, cuando se abrió la estación hidráulica de Dalton Street. En una disposición inusual, J. W. Gray, el ingeniero del Departamento de Agua de la ciudad, había estado colocando tuberías de presión debajo de las calles durante algunos años, anticipando la necesidad de tal sistema. La estación hidráulica utilizaba motores de gas tipo Otto 'Silent', y tenía dos acumuladores, con un pistón de 18 pulgadas (457,2 mm) de diámetro, una carrera de 20 pies (6,1 m) y cada uno cargado con un peso de 93 toneladas. Los motores de gas alimentaban un pequeño motor hidráulico, que usaba la energía hidráulica almacenada en los acumuladores. Todo el equipo fue suministrado por la compañía de Ellington. Hay muy pocos documentos que describan los detalles del sistema.

#### Mánchester y Glasgow
Los últimos dos sistemas públicos instalados en Gran Bretaña estaban en Mánchester (la "Manchester Hydraulic Power" constituida en 1894), y Glasgow (inaugurado al año siguiente). Ambos fueron equipados por la compañía de Ellington y utilizaron una presión más alta, de 7,7 megapascales. Era fue impulsado por seis conjuntos de motores de vapor de triple expansión, con una potencia nominal de 200 caballos (149,1 kW) cada uno. Se instalaron dos acumuladores con pistones de 18 pulgadas (457,2 mm) de diámetro, una carrera de 23 pies (7 m) y cargados con 127 toneladas. En Mánchester, la estación hidráulica se construyó en el lado este de Gloucester Street, junto a la estación del ferrocarril Mánchester Oxford. Más adelante se complementó con estaciones en Water Street y Pott Street, esta última ahora bajo los aparcamientos del Central Retail Park.
En su punto de mayor expansión en la década de 1930, el sistema constaba de 35 millas (56,3 km) de tuberías, que estaban conectadas a 2.400 máquinas, la mayoría de las cuales se usaban para el procesado del algodón. El sistema se cerró en 1972. En Glasgow, la estación de bombeo estaba en el cruce de High Street y Rottenrow. Hacia 1899, estaba suministrando energía a 348 máquinas, y otras 39 estaban en proceso de completarse. Las tuberías tenían un diámetro de 7 pulgadas (177,8 mm), y en 1909 había alrededor de 30 millas (48,3 km) de tuberías, cuando se suministraban diariamente 920 m3 de agua a alta presión a los clientes. El sistema fue cerrado en 1964.

### Sistemas fuera del Reino Unido

#### Amberes
Todos los sistemas británicos fueron diseñados para proporcionar energía para usos discontinuos, como la operación de compuertas portuarias o grúas. El sistema instalado en Amberes fue algo diferente, ya que su propósito principal era la producción de electricidad para iluminación. Se puso en servicio en 1894 y utilizaba motores de bombeo que producían un total de 1000 caballos (745,7 kW) para suministrar agua a 5,2 megapascales de presión. Ellington escribió en 1895 que le resultaba difícil darse cuenta de que se trataba de un uso económico de la energía hidráulica, aunque las pruebas realizadas en sus trabajos en Chester en octubre de 1894 mostraron que se podrían lograr eficiencias del 59% utilizando una turbina Pelton acoplada directamente a una dinamo.

#### Australia
Dos sistemas principales fueron construidos en Australia. El primero fue en Melbourne, donde la "Compañía de Energía Hidráulica de Melbourne" comenzó a operar en julio de 1889.
La compañía fue autorizada por una Ley del Parlamento Victoriano aprobada en diciembre de 1887, tras lo que comenzó la construcción del sistema, con "Coates & Co." actuando como ingenieros consultores, y George Swinburne trabajando como gerente de ingeniería. La planta de bombeo de vapor fue suministrada por "Abbot & Co." desde Inglaterra. La expansión fue rápida, con alrededor de 70 máquinas, principalmente elevadores hidráulicos, conectados al sistema a finales de 1889, y una tercera máquina de vapor tuvo que instalarse a mediados de 1890, aumentando a más del doble la capacidad del sistema. Un cuarto motor de bombeo se agregó en 1891, momento en el que había 100 clientes conectados a la red eléctrica. Los conductos principales eran una mezcla de tuberías de 4 pulgadas (102 mm) y 6 pulgadas (152 mm). El agua se extraía del río Yarra hasta 1893, después de lo cual se extrajo del suministro del Departamento de Obras Públicas. Constaba de unos 16 millas (25,7 km) de red en 1897. Se agregó una segunda estación de bombeo en 1901, y en 1902, los clientes utilizaron 102 millones de galones (454 000 m3) de agua a presión.
El sistema funcionó como una empresa comercial hasta 1925, después de lo cual el negocio y sus activos se revirtieron a la Ciudad de Melbourne, según lo especificado en la ley original. Una de las primeras mejoras hechas por el Ayuntamiento fue consolidar el sistema. Las bombas de vapor fueron reemplazadas por nuevas bombas eléctricas, ubicadas en la central eléctrica de Spencer Street, que suministraban tanto energía eléctrica como hidráulica a la ciudad. El sistema hidráulico continuó operando bajo propiedad municipal hasta diciembre de 1967.
En enero de 1891 comenzó a funcionar el sistema de Sídney, que había sido autorizado por una ley del Parlamento en 1888. George Swinburne fue de nuevo el ingeniero, y el sistema estaba suministrando energía a unas 200 máquinas hacia 1894, incluyendo 149 ascensores y 20 grúas portuarias. La compañía operadora fue la "Sydney and Suburbs Hydraulic Power Company", posteriormente rebautizada como "Sydney Hydraulic Power Company". Las tuberías principales de presión eran de 4 pulgadas (101,6 mm) o 6 pulgadas (152,4 mm) de diámetro, y en cuando alcanzó su máximo expansión, contaba con alrededor de 50 millas (80,5 km) de red, cubriendo un área entre Pyrmont, Woolloomooloo y Broadway. En 1919, la mayoría de los 2369 ascensores en el área metropolitana de Sídney eran operados hidráulicamente. La estación de bombeo, junto con dos acumuladores, estaba situada en el distrito de Puerto Darling, y las máquinas de vapor originales fueron reemplazadas por tres motores eléctricos que conducían bomba centrífuga en 1952. El sistema fue de propiedad privada hasta su desaparición en 1975, y desde entonces la estación de bombeo ha sido reutilizada como taberna.

#### Buenos Aires
El sistema de Ellington en Buenos Aires fue diseñado para operar un sistema de bombeo de aguas residuales de la ciudad.

#### Ginebra
Ginebra creó un sistema público en 1879, utilizando una máquina de vapor 300 HP (223,7 kW) instalada en el Pont de la Machine para bombear agua desde el lago Ginebra, que proporcionaba agua potable y un suministro de agua a presión para la ciudad. La energía del agua fue utilizada por unos cien pequeños talleres con motores de agua tipo Schmid. La potencia de los motores estaba entre 1 y 4 CV y el agua se suministraba a una presión de 0,2 a 0,3 megapascales.
Debido a la mayor demanda, se instaló una nueva planta de bombeo que comenzó a funcionar en 1886. Las bombas fueron impulsadas por una turbina Jonval, utilizando la energía hidráulica del río Ródano. Este edificio se llamó "Usine des Forces Motrices" y fue una de las estructuras más grandes dedicadas a la generación y distribución de energía en el momento de su construcción. Hacia 1897, se habían instalado un total de 18 turbinas, con una potencia combinada de 3,3 MW.
La red de distribución utilizaba tres niveles de presión diferentes. El suministro de agua potable utilizaba la presión más baja, mientras que la red intermedia y la de alta presión sirvieron como redes de energía hidráulica. La red de presión intermedia operaba a 0,65 megapascales, y hacia 1896, se habían instalado unos 51 millas (82,1 km) de tuberías. Se utilizó para alimentar 130 motores impulsados por agua de tipo Schmid con una potencia bruta de 230 caballos (171,5 kW). La red de alta presión tenía una presión operativa de 1,4 megapascales y tenía una longitud total de 58 millas (93,3 km). Se utilizaba para alimentar 207 turbinas y motores, así como para unidades de ascensores, y tenía una potencia bruta de 3000 caballos (2237,1 kW).
Se utilizaron muchas turbinas para accionar generadores para iluminación eléctrica. En 1887 se construyó una planta de generación de electricidad junto a la central eléctrica, que generaba corriente continua a 110 V con una potencia máxima de 800 caballos (596,6 kW) y una red de corriente alterna con una potencia máxima de 600 caballos (447,4 kW). Los generadores eran impulsados por una turbina de agua alimentada por la red hidráulica. La red de energía hidráulica no competía con el suministro de energía eléctrica, sino que fue concebida como un complemento de la misma, y continuó suministrando energía a muchos clientes hasta la crisis económica de la década de 1930, cuando declinó la demanda de agua a presión como fuente de energía. El último motor de agua fue dado de baja en 1958.
Para evitar la acumulación excesiva de presión en la red de energía hidráulica, se instaló una válvula de liberación junto a la sala principal de la central eléctrica. Una fuente, la Jet d'Eau, expulsaba un alto chorro de agua cada vez que se activaba el sistema regulador de presión. Esto ocurría normalmante al final de cada jornada, cuando las fábricas apagaban sus máquinas, lo que dificultaba el control de la presión en el sistema y el ajuste del suministro de agua a presión para satisfacer la demanda real. La fuente alta era visible desde una gran distancia y se convirtió en un hito en la ciudad. Cuando se encontró una solución de ingeniería que hizo que la fuente fuera innecesaria, hubo una protesta ciudadana, y en 1891 se trasladó a su ubicación actual en el lago, donde operaba únicamente como una atracción turística, aunque el agua para crear el chorro de agua aún procedía de la red hidráulica.

## Resumen
| Sistema    | Inicio | Cierre | Estaciones de bombeo | Tuberías principales (millas) | Tuberías principales (km) | Presión (psi) | Presión (bar) |
| ---------- | ------ | ------ | -------------------- | ----------------------------- | ------------------------- | ------------- | ------------- |
| Hull       | 1876   | 1947   | 1                    | 2.5                           | 4                         | 700           | 48            |
| London     | 1883   | 1977   | 5                    | 184                           | 296                       | 750           | 52            |
| Liverpool  | 1888   | 1971   | 2                    | 30                            | 48                        | 800           | 55            |
| Melbourne  | 1889   | 1967   | 2                    | 16                            | 26                        | 750           | 52            |
| Birmingham | 1891   |        | 1                    |                               |                           | 700           | 48            |
| Sídney     | 1891   | 1975   | 1                    | 50                            | 80                        | 750           | 52            |
| Mánchester | 1894   | 1972   | 3                    | 35                            | 56                        | 1,120         | 77            |
| Amberes    | 1894   |        | 1                    | 4.5                           | 7.2                       | 750           | 52            |
| Glasgow    | 1895   | 1964   | 1                    | 30                            | 48                        | 1,120         | 77            |
| Ginebra    | 1879   | 1958   | 1                    | 109                           | 175                       | 94 / 203      | 6.5 / 14      |

## Legado

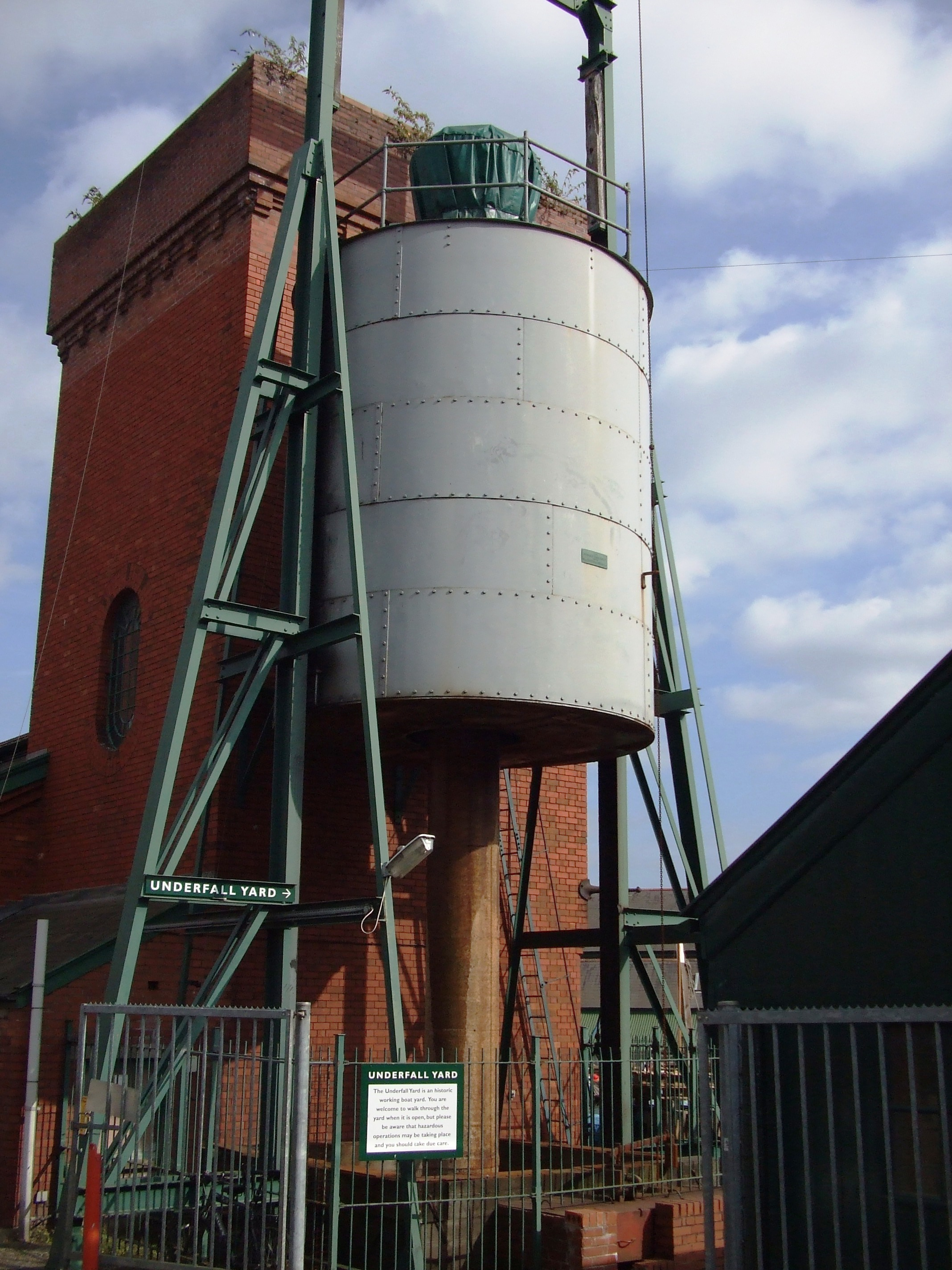
El acumulador hidráulico externo en el Puerto de Bristol

El puerto de Bristol todavía cuenta con un sistema en funcionamiento, cuya maquinaria de bombeo fue suministrada por "Fullerton, Hodgart y Barclay" de Paisley, Escocia, en 1907. El edificio del sistema hidráulico es un monumento clasificado, construido en 1887 y totalmente operativo en 1888, con una torre en un extremo donde alberga el acumulador hidráulico. Se instaló un segundo acumulador fuera del edificio (en 1954) que permite visualizar fácilmente el funcionamiento del sistema.
Varias instalaciones, incluidos los edificios utilizados como estaciones de bombeo, han sobrevivido a la desaparición de las redes públicas de energía hidráulica. En Hull, la estación de bombeo de la calle Machell se ha reutilizado como taller. El edificio aún es compatible con el tanque de techo de hierro fundido que se utiliza para permitir que las aguas con sedimentos en suspensión procedentes del río Hull se decanten. Está marcado por una placa azul para conmemorar su importancia. En Londres, la estación de bombeo de Bermondsey, construida en 1902, ya no continúa en uso como obra de ingeniería, pero conserva la torre de su chimenea y un acumulador, hidráulico, mientras que la estación de bombeo de Wapping permanece virtualmente completa, conservando todo su equipo que todavía está en funcionamiento. El edificio es un monumento clasificado gracias a su buen estado de conservación.
En Mánchester, la estación de bombeo de Water Street, construida en estilo neo barroco entre 1907 y 1909, se usó como taller para el City College, pero ha formado parte del Museo de Historia Popular desde 1994. Uno de los conjuntos de bombeo se ha trasladado al Museo de Ciencia e Industria, donde se ha restaurado para que vuelva a funcionar y forma parte de una exposición más grande sobre energía hidráulica. Las bombas fueron fabricadas por la firma de Galloways en Mánchester.
Ginebra conserva su fuente, el "Jet d'Eau", aunque desde 1951 ha sido alimentada por una estación de bombeo parcialmente sumergida, que utiliza agua del lago en lugar del suministro de la ciudad. Dos bombas Sulzer, denominadas Jura y Salève, crean una fuente que se eleva a una altitud de 460 pies (140,2 m) sobre la superficie del lago.

## Lecturas relacionadas
- Ellington, E.B. (20 de marzo de 1885), «Recent Progress in the public supply of hydraulic power», The Engineer 59: 232-3., de un documento leído ante la Sociedad de Ingeniería de Liverpool, 28 de enero de 1885
- Sistema de Hull
  - Robinson, H. (1877), «The Transmission of Power to Distances. (Includes Plate and Appendix)», Minutes of the Proceedings of the Institution of Civil Engineers (Institution of Civil Engineers) 49 (1877): 1, doi:10.1680/imotp.1877.22499.
- Sistema de Londres
  - Ellington, E. B. (1888), «The Distribution of Hydraulic Power in London. (Includes Plates and Appendices)», Minutes of the Proceedings of the Institution of Civil Engineers (Institution of Civil Engineers) 94 (1888): 1, doi:10.1680/imotp.1888.20879.
  - «The London Hydraulic Power Company», The Engineer 75, 20 de enero de 1893: 43-48, 51, 54.

- Datos: Q5954432